# Cuverville (Seine-Maritime)
Cuverville település Franciaországban, Seine-Maritime megyében. Lakosainak száma 341 fő (2022. január 1.). Cuverville Bordeaux-Saint-Clair, Criquetot-l’Esneval, Écrainville, Fongueusemare, Les Loges és Villainville községekkel határos.

## Népesség
A település népességének változása:
| Lakosok száma | 358  | 355  | 359  | 351  | 348  | 345  | 344  | 342  | 341  |
|               | 2013 | 2015 | 2016 | 2017 | 2018 | 2019 | 2020 | 2021 | 2022 |